# 鐵劑
鐵劑，全名為鐵質補充劑，又称为铁盐，泛指所有用于治疗和预防缺铁（包括缺鐵性貧血的含铁制剂 。预防性使用只建议用於吸收不良、經血過多、怀孕、血液透析或饮食含铁量不足者 。也可预防性用於低出生体重婴儿。有口服、靜脈注射或肌肉注射的劑型可用。療效虽可在數天内顯現，但可能需要持續治療两个月才能使體內铁量恢复正常。
常见副作用包括便秘、腹痛、黑便和腹瀉。过量使用可能出現副作用，包括铁过量和铁中毒 。口服的亚铁盐包括延胡索酸亚铁、葡萄糖酸亚铁、琥珀酸亚铁和硫酸亚铁。注射剂型包括右旋糖酐铁和蔗糖铁。鐵是红血球生成與製造的必需原料。
铁劑自1681年就用于医疗，1832年发明了一种易于使用的配方。名列世界卫生组织基本药物标准清单。亚铁盐有學名药和非处方药流通於市。雖有缓释剂（修飾釋放劑型），但並不建议使用。 2017年，硫酸亚铁名列美国常用处方药第92位，处方量超过 800 万张 。

## 醫療用途
由于铁为血红蛋白、肌红蛋白、一些呼吸酶和氧化还原酶的成分，铁人体内含量最多的一种必需微量元素；缺铁会引起贫血、疲劳、活力下降等症状。鐵劑用於治療或是預防缺鐵及缺鐵性貧血，當身體對鐵的需求超過供應能力，例如在發炎狀態下，即使沒明顯的缺鐵，也可能出現功能性缺鐵。此時，除常見的口服鐵劑，醫師可能會考慮使用非經腸道（注射）鐵劑進行补充治療。然而，在決定使用鐵劑之前，必須先排除其他可能導致貧血的原因，例如維生素B12或葉酸缺乏、藥物或鉛中毒等，因為貧血往往是由多種因素共同所引起。
缺鐵性貧血典型表現為小球性貧血、低色素性貧血。一般而言於英國，除非需快速反應、先前對口服鐵劑不耐受或無法產生反應，否則會先試用口服製劑，而後才採用非經腸道給藥方式。靜脈注射鐵劑或可減少輸血之需求，然相較於口服鐵劑，會增加感染的風險。個體於妊娠期間每日口服鐵劑，可降低貧血風險，但對於嬰兒及孕婦的其他結果影響，尚不明確。另有一篇評論提出間歇性口服鐵劑對母親及嬰兒的效果，與每日補充鐵劑相近，且副作用較少，但證據仍屬於初步性的。口服補充劑應於空腹時服用，可選擇搭配少量食物，以降低不適感。

### 運動員
運動員可能會有較高鐵質缺乏的風險，可用補充劑改善，但情況因人而異。劑量應依據測試血液中鐵蛋白含量而定，在某些情況下，補充劑反可能有害處。

### 經常捐血者
頻繁捐血者可能會被建議服用鐵劑。加拿大血液服務中心建議應預先與"醫師或藥師討論"，因為"大多數綜合維生素中的鐵含量可能無法滿足需求，或需另行補充鐵劑"。美國紅十字會建議"每次捐血後服用含有18毫克鐵的綜合維生素，或含有18至38毫克元素鐵的鐵劑，為期60天，每次捐贈高濃度紅血球後，或頻繁捐贈血小板後則持續服用120天"。考科藍合作組織於2014年發表的一項評論，提出若捐血者服用口服鐵劑後，因血紅素含量偏低而需延遲捐血之可能性較低，但服用補充劑的個體中，有29%會出現副作用，而服用安慰劑的則有17%會出現。目前尚不清楚使用鐵劑對捐血者的長期影響。

## 副作用
口服鐵劑產生的副作用，通常為腹瀉或是便秘，以及上腹部不適。於飯後服用，可降低副作用，但與其他物質產生交互作用的風險將增加。副作用具有劑量依賴性，可調整劑量來應對。
使用者或會注意到其糞便變黑，但完全無害，務必事前警告使用者此點，以避免不必要的擔憂。當以液體形式給予鐵劑時，使用者牙齒可能會出現可逆性變色（可使用吸管來避免）。肌肉注射可能會引起疼痛，並可能會在注射部位出現變色（成棕色）。
使用硫酸亞鐵，不良事件發生率高於使用氫氧化鐵 (III) 多聚糖複合物(IPC)的，或是使用甘胺酸亞鐵螯合物的。
鐵劑過量是造成6歲以下兒童因中毒而死亡的主要原因之一。
鐵中毒可能導致死亡，或引發短期及長期的健康問題。

### 感染風險
個體於急性感染期間，體內會提高鐵蛋白（一種急性期反應蛋白）的水平，主要作用之一是將鐵質從細菌中隔離，以抑制細菌生長。因此，一般認為在患者罹患活動性細菌感染時，應避免補充鐵劑，因為這會抵消身體的自然防禦機制。此外，補充鐵儲備通常並非緊急情況，應優先治療急性感染，再考慮鐵劑補充。
一些研究發現在細菌感染普遍的地區，補充鐵劑可能導致傳染病發病率增加。例如食用鐵質強化食品的兒童，總體腹瀉率和腸道病原體脫落率（腸道中的病原體 - 例如細菌、病毒、寄生蟲等 - 通過糞便或其他方式排出體外的過程）都有所增加。鐵缺乏可創造不利於細菌生長的環境，來保護身體免受感染。雖然鐵缺乏可減輕某些病原體引起的感染，但它也會降低對其他病毒或細菌感染株（例如腸道沙門氏菌或痢疾阿米巴）的抵抗力。總體而言，在容易發生多種傳染病的環境中，有時很難確定補充鐵劑對個人是有益或是有害。然而，這與已經感染細菌的個體，進行補充鐵劑的問題並不相同。
居住於易罹患瘧疾地區的孩童，亦面臨罹患貧血風險。人們曾認為給予此類孩童鐵劑，可能增加其罹患瘧疾感染的風險。考科藍合作組織於2016年發表的一項系統綜述，提出有高品質證據顯示鐵補充劑並不會增加孩童罹患瘧疾的風險。

## 禁忌症
鐵補充劑的禁忌症因不同製劑而異。然而，所有鐵劑的共同禁忌症包括：已知對任何其中成分過敏，以及未經適當檢查確診的貧血（亦即缺乏明確的鐵質缺乏證據）。此外，有些鐵劑僅適用於鐵質缺乏，有些則需確診為缺鐵性貧血才能使用。值得注意的是，類風濕性關節炎患者也可能不適合使用某些鐵劑。因此，在使用任何鐵補充劑前，務必諮詢醫師或藥師的意見，以確保用藥安全。

### 血色素沉著症
個體可能因其基因，易於過度吸收鐵質，如同患有HFE遺傳性血色病的個體。於一般人群中，每400人中有一人會具有此基因特徵之同質型，而每10人中有一人，具有其異質型。同質型或異質型之病患，皆不應服用鐵劑。

## 交互作用
非血基質鐵會與其他幾種藥物形成不溶性複合物，導致鐵和這些藥物的吸收都減少。例子有四環黴素、青黴胺、甲基多巴、左旋多巴、雙磷酸鹽和喹諾酮類。食物中的元素，例如鈣，也會發生同樣的情況，並且鈣會影響血基質鐵和非血基質鐵的吸收。鐵在低pH值（即酸性環境）下的吸收效果較好，如果同時服用制酸劑，則會減少鐵劑的吸收。
諸多其他物質會降低非血基質鐵的吸收率。例如，來自茶類的鞣質及植酸。由於植物來源的鐵質，較動物來源的血基質結合鐵質更難吸收，故素食主義者及純素主義者，每日鐵質總攝取量，應略高於食用肉類、魚類或家禽的個體。
於飯後服用，副作用較少，然由於交互作用及pH值改變，吸收亦較少。一般而言，鐵質攝取與其他藥物攝取之間隔兩至三小時，看似明智，但對於病患較不便利，可能會影響其服藥順從性。

## 歷史
最初的鐵錠通常被稱為布勞德錠（Blaud's pills），以引入且開始使用此等藥物來治療貧血者的法國醫師P.布勞德來命名。

## 給藥

### 口服
鐵劑可經口服，常見形式為硫酸亞鐵，亦有葡萄糖酸亞鐵鹽、右旋糖酐、羰基鐵等複合物。維生素C可略增非血基質鐵吸收。血紅素鐵多肽(Heme iron polypeptide，HIP)用於不耐受或吸收不良之情況，會較延胡索酸亞鐵有更高的吸收率。甘胺酸硫酸亞鐵（ferrous glycine sulfate）之腸胃副作用較少，口服生物利用度高，適用於有萎縮性胃炎及幽門螺旋桿菌胃炎的個體。
人體鐵質儲存有限，過量易中毒，口服治療需3至6個月。因口服鐵劑耐受性差及改善緩慢，多數情況會建議使用非經腸道鐵劑。

### 注射
通過注射方式的鐵劑治療，適用於口服鐵劑效果不佳、吸收嚴重受損、無法吞嚥，或需快速改善的情況。相較於口服鐵劑，注射型鐵劑更昂貴，且不適合個體於懷孕初期。
對於無法耐受口服鐵劑、需快速提升血紅素、患有發炎性腸道疾病或腎臟疾病的患者，注射型鐵劑的效益遠大於風險。研究顯示靜脈注射鐵劑在治療發炎性腸道疾病相關貧血方面會比口服鐵劑更有效，且不良反應較少。其中，羧基麥芽糖鐵可能比蔗糖鐵效果更好，但出血風險可能較高。
靜脈注射鐵劑如羧基麥芽糖鐵，在許多情況下比輸血風險更低。各種鐵劑製劑如右旋糖酐鐵、蔗糖鐵、羧基麥芽糖鐵和異麥芽糖苷1000等，用於降低細胞大分子損傷的風險。異麥芽糖苷1000能一次性提供完整鐵劑補充。羧基麥芽糖鐵的副作用包括頭痛和低磷酸鹽血症。
麥芽酚鐵則有口服和靜脈注射兩種形式，口服麥芽酚鐵在治療發炎性腸道疾病相關貧血方面顯示出明顯效益。然而，靜脈注射製劑是否比口服麥芽酚鐵更有效，尚不明確。